# 隐鞭藻科
隐鞭藻科（学名：Hilleaceae）为隐藻目的一个科。

## 下级分类
本科包括以下属：
- Calkinsiella Skvortzov, 1969
- 隐鞭藻属 Hillea Schiller, 1925